# Побег (мультфильм)
«Побе́г» (дат. Flugt) — датский анимационный документально-драматический фильм 2021 года режиссера Йонаса Поэра Расмуссена с Ризом Ахмедом и Николаем Костер-Вальдау в роли исполнительных продюсеров и рассказчиков. Был доброжелательно встречен критиками, получил ряд наград, включая премию «Энни» за независимый анимационный фильм, был номинирован на «Оскар» в категориях «Лучший анимационный полнометражный фильм», «Лучший фильм на иностранном языке» и «Лучший документальный полнометражный фильм». Стал первой аниационной лентой, номинированной в трёх категориях одновременно.

## Сюжет
Главный герой картины — 36-летний Амин, успешный житель Копенгагена. Это открытый гомосексуал, планирующий свадьбу со своим многолетним партнёром. Ещё ребёнком Амин бежал из родного Афганистана в Россию, после пяти лет странствий обрёл приют в Дании. Последующие годы он прожил под вымышленным именем, которое получил от торговцев людьми. Накануне свадьбы Амин решил рассказать, наконец, правду о себе, чтобы его истинная сущность не исчезла.

## В ролях
- Амин Наваби — в роли самого себя
  - Дэниел Каримяр — молодой Амин
  - Фардин Мидждзади — Амин-подросток
- Белаль Фаиз — Саиф
  - Милад Эскандари — молодой Саиф
- Зара Мерварз — Фаима
  - Илая Фаиз — Фаима-подросток
- Садия Фаиз — Сабия

## Релиз и оценки
Премьера «Побега» состоялась 28 января 2021 года на кинофестивале «Сандэнс», театральный релиз начался 3 декабря 2021 года. Фильм получил положительные отзывы критиков за анимацию, сюжет, тематику и репрезентацию ЛГБТ. Многие обозреватели назвали его одной из лучших картин года. В 2022 году «Побег» был номинирован на премию «Оскар» в категориях «Лучший анимационный полнометражный фильм», «Лучший фильм на иностранном языке» и «Лучший документальный полнометражный фильм», став первым анимационным фильмом, номинированным в трёх категориях одновременно. Он был удостоен премии «Энни» за независимый анимационный фильм.